# One Way Out (Album)
One Way Out ist ein Doppel-Livealbum der Allman Brothers Band, das 2003 veröffentlicht wurde. Es wurde im März 2003 bei Konzerten der Band im Beacon Theatre in New York aufgenommen.
Die beiden Gitarristen Warren Haynes und Derek Trucks, die vorher beide bereits einzeln auf Live-Alben der Band gespielt hatten, erscheinen hier zum ersten Mal gemeinsam auf einem Album.
Die Allman-Brothers Band hatte 25 Jahre lang fast jährlich Shows im Beacon Theatre am Broadway in New York gespielt, bis zu ihrem Abschiedskonzert im Oktober 2014. An zwei Abenden am 25. und 26. März 2003 wurden die Aufnahmen für das Doppel-Album One Way Out mitgeschnitten.

## Titelliste
CD 1:
1. Statesboro Blues (Blind Willie McTell) – 5:00
2. Don't Keep Me Wonderin'  (Gregg Allman) – 4:12
3. Midnight Rider (Gregg Allman, Robert Payne) – 3:16
4. Rockin' Horse (Gregg Allman, Warren Haynes, Allen Woody, Jack Pearson) – 10:12
5. Desdemona (Gregg Allman, Warren Haynes) – 13:27
6. Trouble No More (Muddy Waters) – 3:45
7. Wasted Words (Gregg Allman) – 7:51
8. Good Morning Little Schoolgirl (Sonny Boy Williamson) – 9:01
9. Instrumental Illness (Warren Haynes, Oteil Burbridge) – 16:42

CD 2:
1. Ain't Wastin' Time No More (Gregg Allman) – 6:29
2. Come and Go Blues (Gregg Allman) – 6:03
3. Woman Across the River (Bettye Crutcher, Allen Jones) – 6:38
4. Old Before My Time (Gregg Allman, Warren Haynes) – 5:37
5. Every Hungry Woman (Gregg Allman) – 5:21
6. High Cost of Low Living (Gregg Allman, Warren Haynes, Jeff Anders, Ronnie Burgin) – 8:42
7. Worried Down with the Blues (Warren Haynes, John Jaworowicz) – 7:58
8. Dreams (Gregg Allman) – 12:49
9. Whipping Post (Gregg Allman) – 15:31